# トールマン・TG184

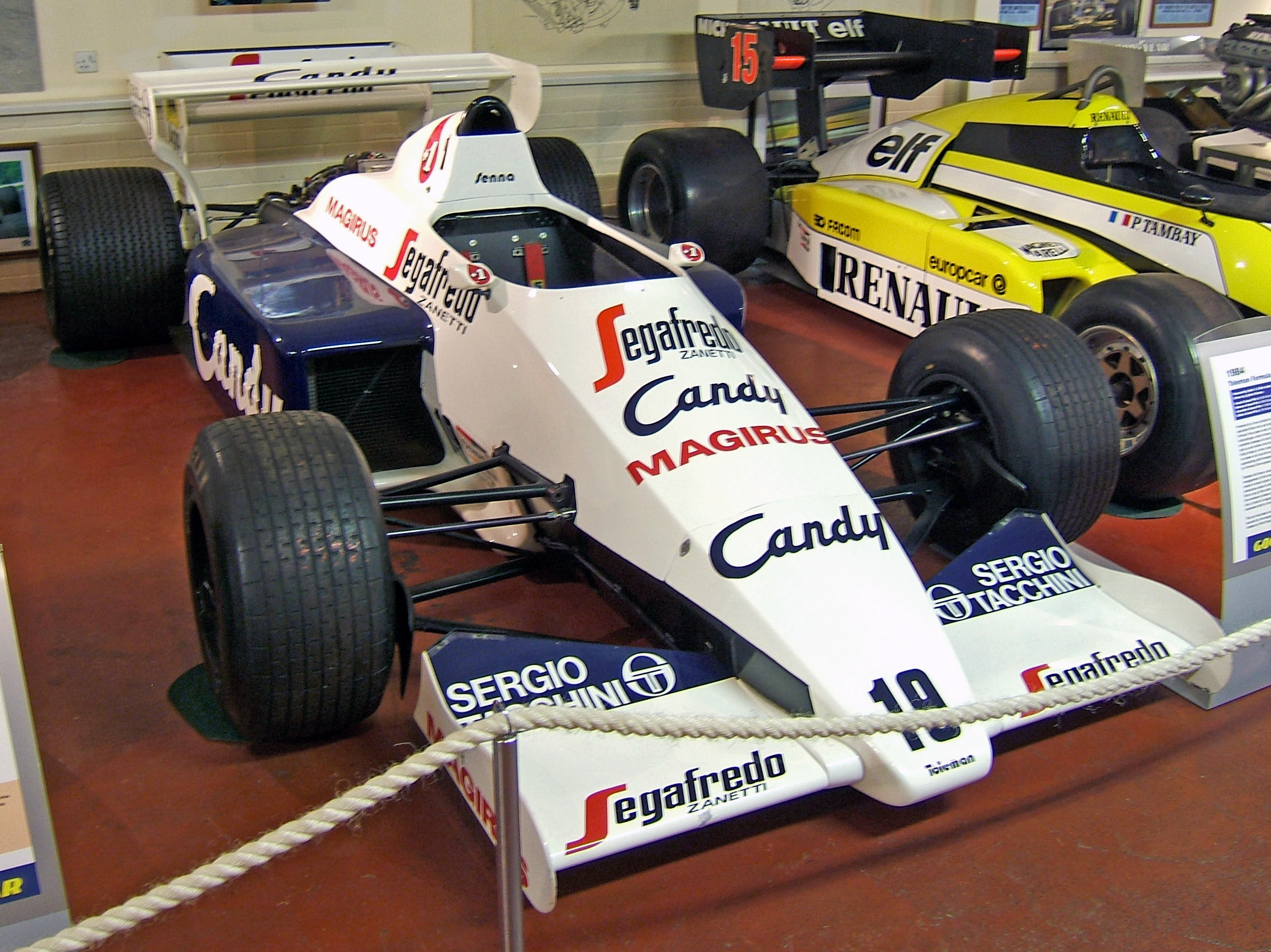
トールマンTG184

トールマン・TG184 (Toleman TG184) は、ロリー・バーンとジョン・ジェントリーが設計したフォーミュラ1カーである。1984年の第5戦フランスGPから投入され、最終戦までの12レースで使用された。最高成績は2位。

## TG184

### 開発
前型TG183Bの後継車として開発。デザイナーのロリー・バーンは「TG183は装着するピレリタイヤの特性を考慮して、特化させたマシンだった。去年の時点で我々は1984年にはミシュランタイヤで戦いたいと思っていたので、TG184は設計を始めた時点でミシュランのタイヤ特性を前提に設計した。」と述べている。ミシュラン装着を希望した理由は、「1983年の時点で、ミシュランの方がピレリよりタイヤだけで1秒以上速く走れる性能だった。ミシュラン陣営もセナを自陣に加えたがっていた。一方でピレリは自分たちとミシュランの差を認めたくないので、そのタイムが出ない原因をマシンの側にあると言う。我々の望んでいるようなコンパウンドの開発をしてくれなかった。」とバーンは当時の状況を証言し、タイヤ開発の考え方をピレリとは共有できなかった点を挙げている。実際にはピレリからミシュランへの契約切り替えに時間が掛かったため、すでに完成していたTG184の実戦投入は先延ばしとされた。バーンはこの期間を「TG184のほうが183Bより速いことはわかっていたが、ピレリと契約を解除してミシュランとの契約が成立するまではTG184をレースで走らせることはできなかった。ピレリとミシュラン両メイカーのタイヤ特性は全く違っていて、ミシュラン用に設計したTG184にピレリタイヤを装着させることはできないからね。第何戦でTG184を投入開始できるかはピレリとの契約解除の交渉次第で、それがいつになるのか私にはわからなかった。」とピレリの契約解除交渉に時間が掛かったと証言している。この経緯により、第4戦サンマリノGPまでTG183Bが使用されることとなった。ピレリが契約解除を渋々認め、ミシュランでの参戦が可能となった第5戦フランスGPがTG184のデビュー戦となった。
TG183Bからのメカニカル面での共通点はフロントサスペンションだけで、バーンの得意分野でもある空力には力が注がれており大きくマシン形状が更新された。チームはベッドフォードシャー州クランフィールドのイギリス空軍基地内にウィンドトンネル(風洞)を建設。TG184を設計するにあたり「我々の独自の風洞を持てたことで、他のチームや去年までの我々のように大学の研究施設にある風洞を借りなくて済み、使用時間の制約も無くなった。多くの風洞実験をこなしたおかげでTG184には初代のTG181から3年かけて経験して得たすべてを活かした。空力の改良が開発のポイントで、ほぼ全てを占めている。」とエアロ研究に注力したと強調している。
こうして空力は全面的に新造となったが、前年から取り入れられていたリヤのダブルウィング方式はTG184にも継承した。このダブルウィングは通常のリアウィングと、その前方に巨大なミッドウィングを置き、高速コーナーではミッドウィング、中低速コーナーではリアウィングでダウンフォースを生み出す設計となっており、増設したミッドウィングによって生じるドラッグよりも、生み出されるその強大なダウンフォースの獲得が優先された。
リヤサスペンションはプッシュロッド方式を採用。パワーアップされたハート直4ターボエンジンの排熱を考慮しインタークーラーが大型化され、その配置のためにサイドポンツーンも大型化された。TG183ではフロントウィングをスポーツカーノーズ構造の「ベンチュリーフロアノーズ」として大きな効果を生み出していたが、その反面ダウンフォースが強大過ぎて神経質な上下方向の振動を生んでいたことを受け、TG184ではフロントウィングをシングル化し、エンドプレートにサイドスカートの役目を持たせることでグランドエフェクトを補うコンセプトに変更された。バーンの記憶では「このシングル・フロントウィングにしたとたんにピッチングセンシビティ（過敏な上下動）が緩和され、セナは1秒以上速いタイムで走り始めた。」という大きな効果があった。
前年から希望していたミシュランタイヤでの参戦が出来るようにはなったが、ミシュランのトップチームであるマクラーレンのロン・デニスから横やりが入ったため、トールマンはマクラーレンと同じスペックの最新タイヤを使用することが許されなかった。その両スペックの性能差はラップタイムで0.6秒の違いがあったという。

### 1984年シーズン
アイルトン・セナがモナコGPで2位、イギリスGPとポルトガルGPで3位と、シーズン3度の表彰台を獲得。イタリアGPで急遽乗ることになったステファン・ヨハンソンも4位に入るなどコンストラクターズ・ランキング7位を記録。トールマンは前年よりも活躍を見せた。

## スペック

### シャーシ
- シャーシ名 TG184
- ホイールベース 2,692mm
- 前トレッド 1,816mm
- 後トレッド 1,683mm
- 燃料タンク容量 220L
- ブレーキ ブレンボ
- タイヤ ミシュラン

### エンジン
- エンジン名 ハート415T
- 気筒数 直列4気筒ターボ
- 排気量 1,496cc
- ボア×ストローク 88.0 mm × 61.5 mm
- 出力 650 馬力 / 10,500 回転[3]
- イグニッション マレリ
- 燃料システム ルーカス
- 燃料・潤滑油 アジップ

## 成績
| 年     | マシン | タイヤ | No. | ドライバー | 1            | 2                  | 3            | 4              | 5            | 6          | 7          | 8                  | 9                  | 10           | 11         | 12               | 13           | 14           | 15         | 16             | ポイント | ランキング |
| ------ | ------ | ------ | --- | ---------- | ------------ | ------------------ | ------------ | -------------- | ------------ | ---------- | ---------- | ------------------ | ------------------ | ------------ | ---------- | ---------------- | ------------ | ------------ | ---------- | -------------- | -------- | ---------- |
| 1984年 | TG184  | M      |     |            | ブラジルの旗 | 南アフリカ連邦の旗 | ベルギーの旗 | サンマリノの旗 | フランスの旗 | モナコの旗 | カナダの旗 | アメリカ合衆国の旗 | アメリカ合衆国の旗 | イギリスの旗 | ドイツの旗 | オーストリアの旗 | オランダの旗 | イタリアの旗 | ドイツの旗 | ポルトガルの旗 | 16       | 7位        |
| 1984年 | TG184  | M      | 19  | セナ       |              |                    |              |                | Ret          | 2          | 7          | Ret                | Ret                | 3            | Ret        | Ret              | Ret          |              | Ret        | 3              | 16       | 7位        |
| 1984年 | TG184  | M      | 19  | ヨハンソン |              |                    |              |                |              |            |            |                    |                    |              |            |                  |              | 4            |            |                | 16       | 7位        |
| 1984年 | TG184  | M      | 20  | チェコット |              |                    |              |                | Ret          | Ret        | 9          | Ret                | Ret                | DNQ          |            |                  |              |              |            |                | 16       | 7位        |
| 1984年 | TG184  | M      | 20  | マルティニ |              |                    |              |                |              |            |            |                    |                    |              |            |                  |              | DNQ          |            |                | 16       | 7位        |
| 1984年 | TG184  | M      | 20  | ヨハンソン |              |                    |              |                |              |            |            |                    |                    |              |            |                  |              |              | Ret        | 11             | 16       | 7位        |

- 斜字はファステストラップ、DNQは予選不通過。

## 現存する車両
- 2012年にコレクターが長年所有していたTG184-2がブリティッシュ・オークションで競売にかけられた[4]。この時は50万ポンド（約9300万円）で落札された[5]。この車両は2015年に再度オークションに懸けられ、100万ポンド（約1億9000万円）で落札された[6]。
- TG184-2は2018年5月になると大手オークションハウス「ボナムス」に姿を現した。この際の落札額は161万ユーロ（約2億3000万円）だった[7]。